# Paula Marshall
Paula Marshall (Rockville, 12 juni 1964) is een Amerikaanse actrice. Ze is bekend om haar rollen in Gary Unmarried, Cheaper by the Dozen, en Hellraiser III: Hell on Earth.

## Carrière
Marshall begon haar carrière met een gastrol in de televisieserie The Flash (1990). Een jaar later speelde ze de rol van Christina Riley in de film Superboy. In 1992 kreeg ze enkele gastrollen in de serie The Wonder Years, Seinfeld, Nash Bridges, en speelde ze een rol in de film Hellraiser III: Hell on Earth. Haar eerste sitcom rol was in de serie Wild Oats. In 1997 kreeg Marshall een vaste rol in Spin City, en een bijrol in de film That Old Feeling (1997) met acteurs Dennis Farina en Bette Midler.
Haar derde televisieserie was Cupid in 1998. Ze speelde de rol van Dr. Claire Allen, een psychiater die een man genaamd Trevor Hale (Jeremy Piven) behandelt. Marshall speelde hierna in Snoops, een serie over een groep ongewone detectives.
In 2008 speelde Marshall een vaste rol in de dramaserie Shark.

## Privé
Marshall is in 2003 getrouwd met acteur Danny Nucci. Samen hebben ze een kind.